# Ouattagouna
Ouattagouna è un comune rurale del Mali facente parte del circondario di Ansongo, nella regione di Gao.
Il comune è composto da 21 nuclei abitati:
- Banganabé II
- Bintia
- Boubacar EGGA
- De Frag Frag
- Efrag Efrag
- Fafa
- Ibadratane II
- Kamoga
- Karou
- Kel Arokass
- Kel Eguef

- Kel Egit
- Kel Gueguelène
- Kel Sougane
- Kel Tamadast
- Labbézanga
- Mellegesène
- Ouattagouna
- Peuhl Ixanane
- Peuhls Gouloubé I
- Peuhls Gouloubé II